# Pithecops corax
Pithecops corax är en fjärilsart som beskrevs av Hans Fruhstorfer 1919. Pithecops corax ingår i släktet Pithecops och familjen juvelvingar. Inga underarter finns listade i Catalogue of Life.